# Emblème olympique

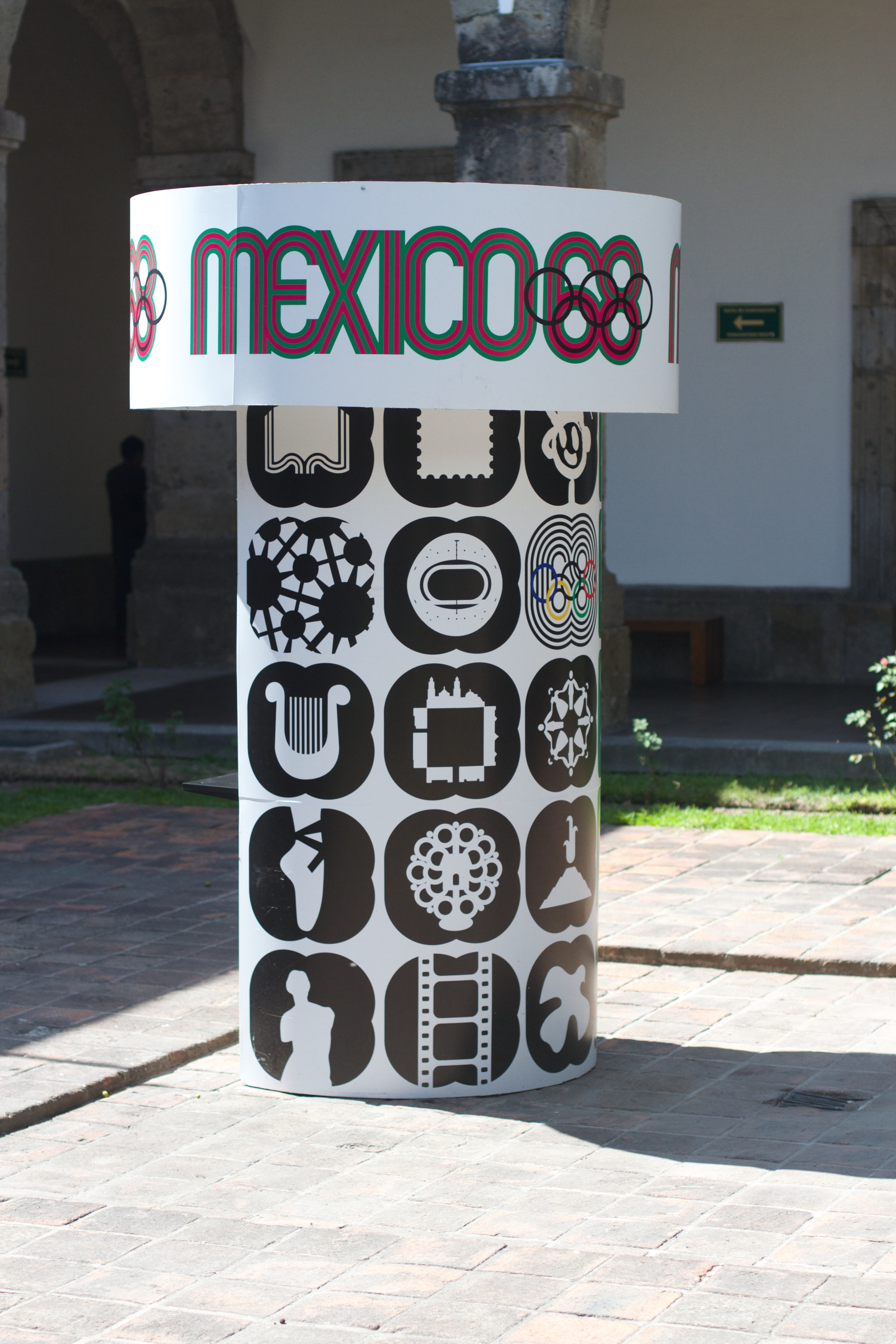
Emblème et pictogrammes culturels des Jeux de 1968.

Un emblème olympique est un logo ou symbole olympique associant les anneaux olympiques à un autre élément distinctif. On associe le plus souvent la notion d'emblème olympique à un logo représentant une édition particulière des Jeux olympiques.
L'emblème olympique fait partie intégrante de l'environnement graphique des Jeux olympiques, au même titre que l'affiche olympique ou que les pictogrammes par exemple.
L'existence des emblèmes olympiques est prévue par la règle 11 de la Charte olympique qui prévoit qu'un emblème créé par un comité d'organisation des Jeux olympiques doit être approuvé par le Comité international olympique.

## Histoire

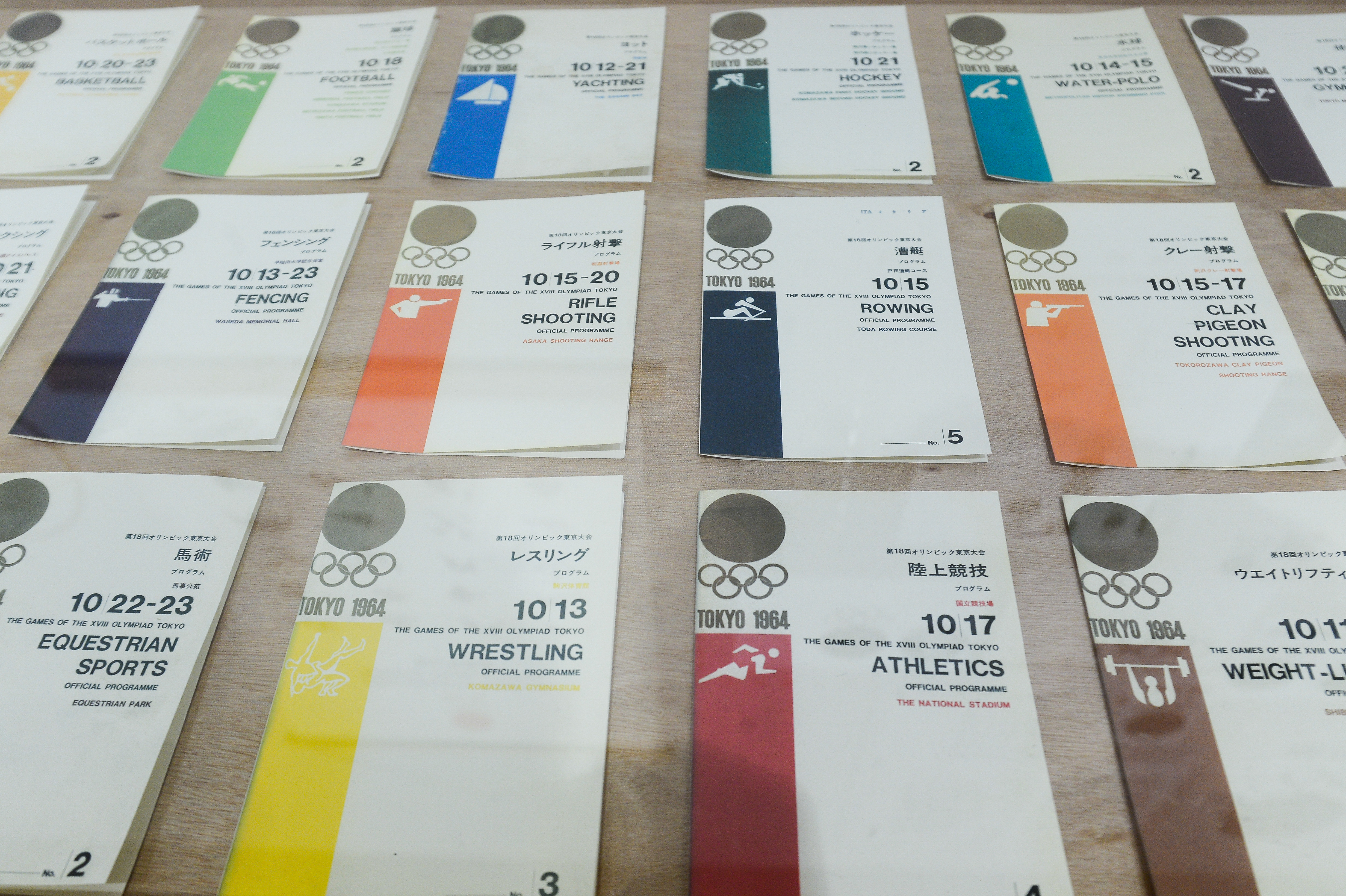
Les programmes des Jeux de 1964 avec l'emblème et les pictogrammes.

Les premiers Jeux olympiques de l'ère moderne utilisent principalement des affiches comme symboles distinctifs. C'est à partir des Jeux de 1924 à Paris qu'un emblème qu'on peut qualifier de logo est utilisé.
Les Jeux de Tokyo en 1964 sont les premiers à mettre en place une identité graphique complète comprenant, outre un logo, une affiche, des pictogrammes, etc.,.
Les principes utilisés à Tokyo seront repris par la suite et le graphisme des Jeux de Mexico 1968 et Munich 1972 sont particulièrement remarqués.

## Composition
Chaque emblème olympique se compose des anneaux olympiques associés à une image distinctive spécifique. La composition générale de l'emblème est strictement codifiée, notamment en ce qui concerne les couleurs des anneaux olympiques et l'agencement des différents éléments constitutifs. Cette réglementation a notamment contraint le Comité national olympique et sportif français à adopter une nouvelle identité graphique en 2015. En effet, la règle concernant les Comités nationaux olympiques interdit l'utilisation de la simple mention du nom du pays dans un emblème.

Logo du CNOSF avant 2015
Logo du CNOSF après 2015

Chaque emblème olympique doit être approuvé par le Comité international olympique, qui détient aussi les droits sur les emblèmes des éditions passées de Jeux olympiques.

## Galeries

### Jeux olympiques

#### Jeux olympiques d'été

Paris 1924 ( France)
Los Angeles 1932 ( États-Unis)
Berlin 1936 ( Allemagne)
Londres 1948 ( Royaume-Uni)
Helsinki 1952 ( Finlande)
Melbourne 1956 ( Australie)
Stockholm 1956 (équitation) ( Suède)
Rome 1960 ( Italie)
Tokyo 1964 ( Japon)
Mexico 1968 ( Mexique)
Munich 1972 ( Allemagne)
Montréal 1976 ( Canada)
Moscou 1980 ( Union soviétique)
Los Angeles 1984 ( États-Unis)
Séoul 1988 ( Corée du Sud)
Barcelone 1992 ( Espagne)
Atlanta 1996 ( États-Unis)
Sydney 2000 ( Australie)
Athènes 2004 ( Grèce)
Pékin 2008 ( Chine)
Londres 2012 ( Royaume-Uni)
Rio 2016 ( Brésil)
Tokyo 2020 ( Japon)
Paris 2024 ( France)
Los Angeles 2028 ( États-Unis)

#### Jeux olympiques d'hiver

Lake Placid 1932 ( États-Unis)
Garmisch-Partenkirchen 1936 ( Allemagne)
Saint-Moritz 1948 ( Suisse)
Oslo 1952 ( Norvège)
Cortina d'Ampezzo 1956 ( Italie)
Squaw Valley 1960 ( États-Unis)
Innsbruck 1964 ( Autriche)
Grenoble 1968 ( France)
Sapporo 1972 ( Japon)
Innsbruck 1976 ( Autriche)
Lake Placid 1980 ( États-Unis)
Sarajevo 1984 ( Yougoslavie)
Calgary 1988 ( Canada)
Albertville 1992 ( France)
Lillehammer 1994 ( Norvège)
Nagano 1998 ( Japon)
Salt Lake City 2002 ( États-Unis)
Turin 2006 ( Italie)
Vancouver 2010 ( Canada)
Sotchi 2014 ( Russie)
Pyeongchang 2018 ( Corée du Sud)
Pékin 2022 ( Chine)
Milan-Cortina 2026 ( Italie)

### Jeux olympiques de la jeunesse

#### Jeux olympiques de la jeunesse d'été

Singapour 2010 ( Singapour)
Nankin 2014 ( Chine)
Buenos Aires 2018 ( Argentine)

#### Jeux olympiques de la jeunesse d'hiver

Innsbruck 2012 ( Autriche)
Lillehammer 2016 ( Norvège)
Lausanne 2020 ( Suisse)
Gangwon 2024 ( Corée du Sud)

### Comités nationaux olympiques
Exemples d'emblèmes de Comités nationaux olympiques :

Comité national olympique tunisien
Comité olympique espagnol
Comité national olympique américain
Comité olympique hongrois
Comité olympique de Taipei chinois
Comité national olympique finlandais
Comité national olympique japonais
Comité national olympique indonésien
Comité national olympique des îles Marshall

## Sources
1. ↑  « Charte olympique », sur Olympic.org
2. ↑  Kida, Takuya, « 1964 Tokyo Olympic Games, A design Project », sur design-cu.jp
3. 1 2  « The Olympics in design history », sur Phaidon.com
4. ↑  [PDF] « Les symboles olympiques », sur olympic.org, Comité international olympique (consulté le 25 octobre 2016)
5. ↑  « Un nouveau logo, pourquoi ? », sur espritbleu.franceolympique.com, CNOSF, 14 avril 2015 (consulté le 24 octobre 2016)

- (it) Cet article est partiellement ou en totalité issu de l’article de Wikipédia en italien intitulé « Emblema olimpico » (voir la liste des auteurs).